# Хотница
Хотница (болг. Хотница) — село в Болгарии. Находится в Великотырновской области, входит в общину Велико-Тырново. Население составляет 356 человек (2022).

## Политическая ситуация
В местном кметстве Хотница, в состав которого входит Хотница, должность кмета (старосты) исполняет Десислав Янчев Йорданов (коалиция в составе 2 партий: Федерация Активного Гражданского Общества (ФАГО), «Северная ЛИГА») по результатам выборов правления кметства.
Кмет (мэр) общины Велико-Тырново — Румен Рашев (независимый) по результатам выборов в правление общины.

## Люди, связанные с селом
- В селе родился известный футболист Красимир Балаков.